# Topits Alajos (katonatiszt)
Topits Alajos Nándor Károly (Budapest, 1894. január 14. – Budapest, 1930. május 13.), tartalékos főhadnagy az 1. honvéd huszárezredben, „Topits József Fia Első Magyar Gőztésztagyár” igazgatója, ezüst és bronz katonai érdemérem (mindkettő a kardokkal) és a Károly-csapatkereszt tulajdonosa.

## Családja és származása
A vagyonos római katolikus pesti nagypolgári Topits családnak a sarja. Apja Topits Alajos József (1855–1926), császári és királyi udvari szállító, a „Topits József Fia Első Magyar Gőztésztagyár” tulajdonosa, a Ferenc József-rend lovagja, az Országos Ipar Tanács tagja, az Országos Iparegyesület Igazgatóságának a tagja, Budapest főváros törvényhatósági és közigazgatási bizottsága tagja, anyja Eckstein Franciska Ottilia (1870–1945) volt. Apai nagyszülei Topits József (1824–1876) gőztésztagyár igazgató, pesti választott polgár, Budapest fővárosi képviselő-testületi tag, és a szintén régi polgári pesti római katolikus Prückler családból való Prückler Klára Eleonóra Julianna (1833–1907) voltak. Apai nagynénje Topits Irma (1857–1937), akinek a férje ifjabb Felmayer István (1849–1894), nagyiparos, „Felmayer István és fiai“ kékfestőgyár társtulajdonosa, a Székesfehérvári Takarékpénztárnak igazgatósági elnöke, a Székesfehérvári Kereskedelmi Bank alelnöke, a budapesti kereskedelmi és iparkamarának tagja. Topits Alajos tartalékos főhadnagy egyik húga, Topits Klára (1901–1993), akinek a férje, Lenz József (1897–1965) gyarmatárú-nagykereskedő, kereskedelmi tanácsos, tartalékos huszárszázados, bérház-tulajdonos, nyékládházi földbirtokos volt.

## Élete
Fiatalkorában katonai szolgálatba állt. A 19. honvéd lovasdandár lövészosztályánál beosztott 1. honvéd huszárezredbeli tartalékos volt. A mozgósításkor vonult be a pótszázadhoz, ahonnan október 5-én ment ki az ezredhez, és részt vett az Uzsok, Nahujovics és Dukla körüli, majd pár havi pótszázad-szolgálat után a bygodai és kasperovcei harcokban valamint a strypai felvonulásban. 3 havi betegség után, 1916 szeptember 16-án az ezredhez ismét bevonult és a Dornavátra, Jakobeny és az Eisental körüli nehéz harcokban tüntette ki magát. 1917. márciusától 1917 szeptemberéig Albániában lovasszázadparancsnokként szolgált, majd betegségéből felgyógyulva, 1918. áprilisában Ukrajnába ment, ahol mint az 1. honvéd ezred segédtisztje működött az összeomlásig.
Édesapja halála után vette át a már súlyos krízisben levő gőztésztagyár vezetését, amely az első világháború alatt, majd a román megszállás alatt nagy anyagi károkat szenvedett; a gyárát nem tudta a szörnyű válságból kimenteni, és végül, csődeljárás után, az üzemet véglegesen bezárták. 1916-ban rendelet jelent meg, amely megtiltotta a liszt ipari feldolgozását. A tésztagyár munkájának legnagyobb részétől elesett és csak abban a mértékben dolgozhatott, ahogyan azt a Hadi Termény Részvénytársaság előírta. Egészen 1920-ig tartott ez a kényszerű üzemredukció. A háború alatti szünetelés és az időközben történt pénzromlás szomorúan éreztette hatását a közel évszázados cégnél, saját, erejéből már nem tudta az iramot újból felvenni, ezért egy Trebits nevű társat vettek magukhoz és részvénytársasággá alakították a régi céget. Az új éra alatt azonban a nehéz gazdasági viszonyok folytán az üzleti szerencse elpártolt a cégtől, bekövetkeztek a gazdasági nehézségek, amelyek végül csődbe vitték a céget. A traumát okozó helyzet következtében, Topits Alajos Nándor 1930. május 13-án öngyilkos lett: a 36 éves volt tésztagyári igazgató aznap délben fél-egy órakor a Dalszínház utca 8. számú házban lévő lakásán Frommer pisztollyal szíven lőtte magát és meghalt.
Halála után családja az öngyilkosságával kapcsolatban a sajtótól kérte annak közlését, hogy ifjabb Topits Alajosnak semmiféle anyagi vonatkozású oka nem volt végzetes tettének elkövetésére. A család azt kizárólag idegbajára vezette vissza. Valójában a tésztagyár megszűnése után Topits Alajos nem tudott elhelyezkedést találni. Az anyagi összeomlás elvette életkedvét, búskomorrá vált és bánatát borba ölte. Felesége, aki Bunzel lány volt, nem tudott kibékülni férjének ezzel az elkeseredésével és a gyakori kimaradások miatt lassan elhidegült tőle; nemsokára beadta a válópert és 1926. december 21-én a budapesti királyi törvényszék felbontotta a házasságot. Topits Alajos három és fél évvel ezután megölte magát.

## Házassága és leszármazottjai
Budapesten a IX. kerületben, 1919. október 19-én, feleségül vette Bunczel Margit Szidónia Ignácia Mária Lujza (Budapest, 1899. február 28.–Budapest, 1980. július 3.) kisasszonyt, akinek a szülei dr. Bunczel Alfréd (1859–1913), ügyvéd és nemes Jálics Margit (1871–1939) voltak. Az apai nagyszülei Dr. Bunczel Gábor, zalamegyei főorvos és Waisz Alojzia Mária (1830–1899) voltak. Az anyai nagyszülei nemes Jálics Ignác (1843–1890), a "Jálics A. Ferencz és Társai" cég beltagja, és nemes Aebly Szidónia voltak. Jálics Ignácnak a dédapja Jálics Kristóf (1729–1804) és felesége Sonleitner Teréz 1795. november 23-án címeres nemeslevelet szerzett adományban I. Ferenc magyar királytól. Jálics Ignácné Aebly Szidóniának a szülei nemes Aebly Adolf (1822–1896), kereskedő, a III. osztályú vaskorona rend lovagja, Budapest bizottságának és a református budapesti egyháztanács tagja, a Pesti polgári kereskedelmi testület és az Egyesült budapesti fővárosi takarékpénztár elnöke, és Hoffmann Mária (1830–1911) voltak. Topits Alajosné Bunczel Margitnak az anyai nagybátyja nemes Jálics Andor (1875–1916), cs. és kir. 11. sz. dragonyosezred kapitánya, a hadiékitményes 3. oszt. Vaskorona-rend, a 3. oszt. katonai érdemkereszt és a Signum Laudis tulajdonosa volt. Topits Alajos és Bunczel Margit esküvőjénél a tanúk Temple Rezső (1874–1945), ügyvéd, belügyminisztériumi államtitkár, országgyűlési képviselő, és siklósi Tschögl Henrik (1855–1937) kereskedelmi főtanácsos voltak. Topits Alajos és Bunczel Margit frigyéből egy fiúgyermek született:
- Topits Alajos "Harry" (Budapest, 1921. Június 2.-). Neje: Beliczai Katalin.